# Енопіон
Енопіон, Ойнопі́он (грец. Οινοπίων) — син Діоніса (варіант: Радаманта або Тесея) та Аріадни, чоловік німфи Геліки, батько Тала, Еванта, Атаманта, Меропи. E. переселився з Криту на острів Хіос, де осліпив Оріона, який збезчестив його дочку. Коли Оріон, зцілений сонячним промінням, хотів помститись, діти Е. заховали його в колодязі.